# Wyszak

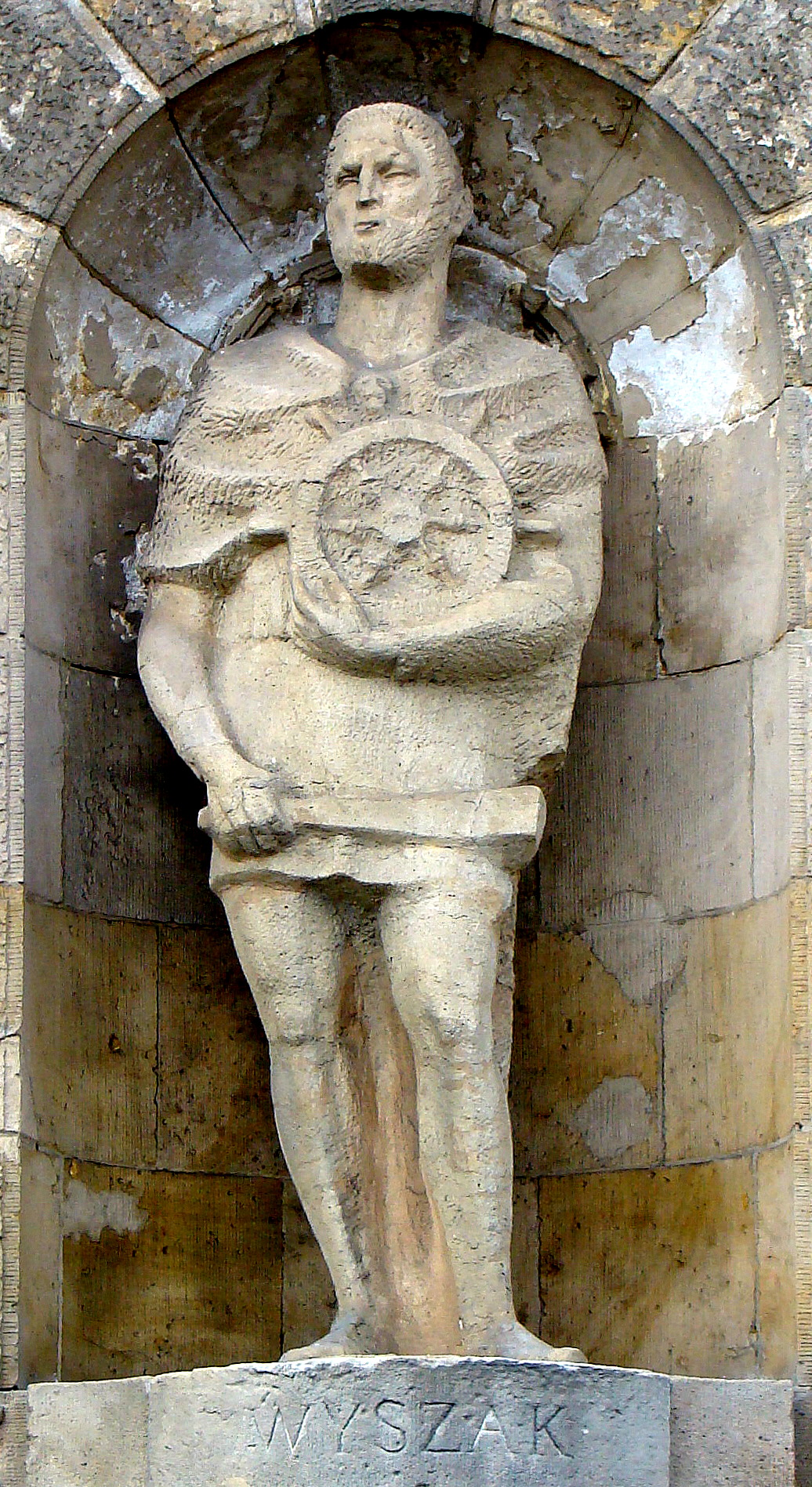
Wyszak – posąg na Wałach Chrobrego w Szczecinie.

Wyszak, łac. Wirtschachus, Witscacus (pocz. XII w.) − możny, rajca, kupiec, korsarz pomorski.

## Życie
Zgodnie z żywotem świętego Ottona Wyszak był bogatym i znamienitym możnym, posiadał licznych przyjaciół i krewnych, a jego głos w radzie był decydujący. Wzbogacił się na handlu i korsarstwie; działał głównie u wybrzeży duńskich.
W 1126 roku udał się na czele sześciu okrętów z wyprawą łupieżczą do Danii. Eskapada zakończyła się jednak klęską, a Wyszak został pojmany i uwięziony przez Duńczyków. W dwa lata później udało mu się uciec z niewoli, po czym na małej łódce powrócił do rodzinnego miasta. Swoje ocalenie przypisał cudownemu wstawiennictwu Ottona z Bambergu i podczas jego drugiej wyprawy misyjnej opowiedział się po stronie religii chrześcijańskiej i pomógł biskupowi w nawróceniu Szczecina.